# Irak en la Copa Mundial de Fútbol de 1986
Irak fue una de las 24 selecciones participantes de la Copa Mundial de Fútbol de 1986 en México, la cual fue su primera participación en una Copa Mundial de Fútbol.

## Clasificación

### Primera Ronda
| País     | J        | G        | E        | P        | GF       | GC       | GD       | Pts      |
| -------- | -------- | -------- | -------- | -------- | -------- | -------- | -------- | -------- |
| Irak     | 4        | 3        | 0        | 1        | 7        | 6        | +1       | 6        |
| Catar    | 4        | 2        | 0        | 2        | 6        | 3        | +3       | 4        |
| Jordania | 4        | 1        | 0        | 3        | 3        | 7        | -4       | 2        |
| Líbano   | Abandono | Abandono | Abandono | Abandono | Abandono | Abandono | Abandono | Abandono |

|                     | Bandera de Irak | Bandera de Jordania | Bandera de Líbano | Bandera de Catar |
| ------------------- | --------------- | ------------------- | ----------------- | ---------------- |
| Bandera de Irak     | —               | 2-0                 | —                 | 2-1              |
| Bandera de Jordania | 2-3             | —                   | —                 | 1-0              |
| Bandera de Líbano   | —               | —                   | —                 | —                |
| Bandera de Catar    | 3-0             | 2-0                 | —                 | —                |

### Segunda Ronda
| Equipo 1               | Agr.     | Equipo 2 | Ida | Vuelta |
| ---------------------- | -------- | -------- | --- | ------ |
| Emiratos Árabes Unidos | 4–4 (v.) | Irak     | 2–3 | 2–1    |

### Ronda Final
| Equipo 1 | Agr. | Equipo 2 | Ida | Vuelta |
| -------- | ---- | -------- | --- | ------ |
| Siria    | 1–3  | Irak     | 0–0 | 1–3    |

## Jugadores
Éstos fueron los 22 jugadores convocados por Irak para el torneo:

## Resultados
Irak fue ubicada en el Grupo B junto al anfitrión México, Bélgica y Paraguay.
| Selección | Pts. | PJ | PG | PE | PP | GF | GC | Dif. |
| --------- | ---- | -- | -- | -- | -- | -- | -- | ---- |
| México    | 5    | 3  | 2  | 1  | 0  | 4  | 2  | +2   |
| Paraguay  | 4    | 3  | 1  | 2  | 0  | 4  | 3  | +1   |
| Bélgica   | 3    | 3  | 1  | 1  | 1  | 5  | 5  | 0    |
| Irak      | 0    | 3  | 0  | 0  | 3  | 1  | 4  | –3   |

| 4 de junio de 1986 | Paraguay   | 1:0 (1:0) | Irak | Estadio Nemesio Díez, Toluca                                   |                                                                |
|                    | Romero 35' | Reporte   |      | Asistencia: 24 000 espectadores Árbitro(s): Edwin Picon-Ackong | Asistencia: 24 000 espectadores Árbitro(s): Edwin Picon-Ackong |

| 8 de junio de 1986 | Irak      | 1:2 (0:2) | Bélgica                        | Estadio Nemesio Díez, Toluca                           |                                                        |
|                    | Radhi 59' | Reporte   | Scifo 16' · Claesen 21' (pen.) | Asistencia: 20 000 espectadores Árbitro(s): Jesús Díaz | Asistencia: 20 000 espectadores Árbitro(s): Jesús Díaz |

| 11 de junio de 1986 | Irak | 0:1 (0:0) | México       | Estadio Azteca, Ciudad de México                            |                                                             |
|                     |      | Reporte   | Quirarte 54' | Asistencia: 103 763 espectadores Árbitro(s): Zoran Petrović | Asistencia: 103 763 espectadores Árbitro(s): Zoran Petrović |

## Curiosidades
- En el partido ante Paraguay el árbitro Edwin Picon-Ackong terminó el primer tiempo justo antes de que el delantero de Irak Ahmed Radhi anotara un gol, el cual no fue validado y fue objeto de críticas.[1]
- En el partido ante Bélgica el árbitro Jesus Díaz amonestó por error a Basil Gorgis cuando en realidad a quien tenía que amonestar era a Ghanim Oraibi. Gorgis aplaudió sarcásticamente la decisión, por lo que fue expulsado.[2]